# 拓跋崇 (建寧王)
拓跋 崇（たくばつ すう、生年不詳 - 453年）は、北魏の皇族。建寧王。

## 経歴
明元帝の子として生まれた。422年（泰常7年）4月、建寧王に封じられ、輔国大将軍の位を加えられた。439年（太延5年）、長楽王紇奚敬とともに2万人を率いて漠南に駐屯し、柔然に備えた。443年（太平真君4年）、太武帝が魏軍を4道に分けて北伐すると、拓跋崇は15将を率いて東道を進み、柔然軍を撃破した。453年（興安2年）、京兆王杜元宝とともに反乱を計画し、子の済南王拓跋麗とともに死を賜った。

## 伝記資料
- 『魏書』巻17 列伝第5
- 『北史』巻16 列伝第4